# 9M730 Burevestnik
O 9M730 Burevestnik (russo: Буревестник; "Petrel", nome no relatório da OTAN: SSC-X-9 Skyfall) é um míssil de cruzeiro experimental russo movido a energia nuclear, em desenvolvimento pelas Forças Armadas da Rússia. O míssil é reivindicado para ter alcance praticamente ilimitado.
O Burevestnik é uma das seis novas armas estratégicas russas reveladas pelo presidente do país Vladimir Putin em 1 de março de 2018.